# Manville (Wyoming)
Manville város az USA Wyoming államában, Niobrara megyében. Lakosainak száma 92 fő (2020. április 1.).

## Népesség
A település népességének változása:

| 2010 | 95 |
| 2020 | 92 |